# فالوركين
فالوركين (بالفرنسية: Vallorcine)‏ هي بلدية تقع في فرنسا في Canton of Chamonix-Mont-Blanc. يقدر عدد سكانها بـ 423 نسمة ومساحتها 44.57 كم2 .